# Björstorp, Karlskrona kommun
Björstorp är en bebyggelse i Ramdala socken i Karlskrona kommun, Blekinge län. Mellan 2015 och 2020 och åter från 2023 avgränsade SCB här en småort.